# 羅茲基什涅 (戈洛瓦尼夫西克區)
48°17′25″N 30°36′22″E / 48.29028°N 30.60611°E
羅茲基什涅（烏克蘭語：Розкішне）是烏克蘭中部的村莊，隸屬基洛夫格勒州的霍洛瓦尼夫斯克區。該村始建於1781年，面積2.23平方公里，海拔高度163米，2001年人口301，人口密度每平方公里135.2人。